# سانتياغو روزاليس
سانتياغو روزاليس (بالإسبانية: Santiago Rosales)‏ (22 مارس 1995 بنادي راسينغ في الأرجنتين - ) هو لاعب كرة قدم أرجنتيني في مركز الوسط.

## روابط خارجية
- سانتياغو روزاليس على موقع قاعدة بيانات كرة القدم.إي يو (الإنجليزية)
- سانتياغو روزاليس على موقع Soccerway.com (الإنجليزية)